# Беласица (футбольный клуб, Струмица)
«Бела́сица» (макед. ФК Беласица) — северомакедонский футбольный клуб из города Струмица, в настоящий момент выступает в Второй лиге Северной Македонии, втором по силе дивизионе страны. Основан в 1922 году, домашние матчи проводит на стадионе «Младость», вмещающем 6 000 зрителей. «Беласица» является двукратным вице-чемпионом Северной Македонии.

## Участие в еврокубках
- К = квалификация

| Сезон   | Турнир     | Раунд |            | Клуб     | Счёт     |
| ------- | ---------- | ----- | ---------- | -------- | -------- |
| 2002/03 | Кубок УЕФА | К     | Португалия | Лейшойнш | 2:2, 1:2 |
| 2003/04 | Кубок УЕФА | К     | Словения   | Целе     | 2:7, 0:5 |

## Достижения
- Серебряный призёр Чемпионата Македонии (2): 2001/02, 2002/03